# Biểu tình Qaraqalpaqstan, Uzbekistan 2022
Biểu tình Qaraqalpaqstan diễn ra vào ngày 1 tháng 7 năm 2022 về đề xuất sửa đổi của Tổng thống Uzbekistan Shavkat Mirziyoyev, đối với Hiến pháp của Uzbekistan điều này sẽ chấm dứt vị thế của Qaraqalpaqstan như một khu tự trị của Uzbekistan và quyền ly khai khỏi Uzbekistan thông qua trưng cầu dân ý. Sau một ngày biểu tình bắt đầu ở thủ đô Nukus của Qaraqalpaqstan, Tổng thống Shavkat Mirziyoyev đã rút lại các sửa đổi hiến pháp. Chính quyền Qaraqalpaqstan nói rằng những người biểu tình đã cố gắng xông vào các tòa nhà chính phủ.
Bất chấp những nhượng bộ của chính phủ Uzbekistan trong việc duy trì quyền tự trị của Qaraqalpaqstan, các cuộc biểu tình vẫn tiếp tục gia tăng, dẫn đến việc internet bị cắt trên khắp Qaraqalpaqstan vào ngày 2 tháng 7, Tổng thống Shavkat Mirziyoyev tuyên bố tình trạng khẩn cấp trong khu vực. Các cuộc biểu tình đã bị dập tắt vào sáng ngày 3 tháng 7. Tình trạng khẩn cấp được dỡ bỏ vào ngày 21 tháng 7.
Cuộc biểu tình lần này được đánh giá là vụ bạo động nghiêm trọng nhất trong gần 20 năm qua.

## Bối cảnh

### Cải cách hiến pháp
Vào cuối tháng 6 năm 2022, Tổng thống Uzbekistan Shavkat Mirziyoyev đã đề xuất 170 sửa đổi hiến pháp của Uzbekistan, ngoài ra sẽ có biểu quyết trong một cuộc trưng cầu dân ý. Trong số các sửa đổi gây tranh cãi nhất là một sửa đổi thay đổi độ dài của nhiệm kỳ tổng thống từ năm lên bảy năm, cũng như loại bỏ các giới hạn nhiệm kỳ và các sửa đổi sẽ làm giảm đáng kể quyền tự trị của Qaraqalpaqstan, bao gồm cả việc loại bỏ quyền ly khai của họ khỏi Uzbekistan thông qua trưng cầu dân ý.

## Diễn biến
Ngày 1 tháng 7 năm 2022, hàng nghìn người đã biểu tình phản đối các đề xuất sửa đổi hiến pháp ở thành phố Nukus, Qaraqalpaqstan và khắp khu vực. Hãng tin Turkmen News đưa tin, lực lượng Vệ binh Quốc gia Uzbekistan đã được tăng cường tại hai thị trấn ở Qaraqalpaqstan do hậu quả của các cuộc biểu tình. Nguyên nhân của các cuộc biểu tình khác được Eurasianet đưa tin là do việc bắt giữ Dauletmurat Tazhimuratov, một luật sư và nhà báo của Qaraqalpaqstan, trước khi anh ta định gặp gỡ người dân ở Nukus.
Một ngày sau các cuộc biểu tình, Tổng thống Uzbekistan Shavkat Mirziyoyev đã đồng ý rút lại các sửa đổi trong hiến pháp liên quan đến quyền tự trị của Qaraqalpaqstan. Đồng thời, chính phủ Qaraqalpaqstan tuyên bố rằng những người biểu tình đã cố gắng xông vào các tòa nhà chính phủ. Internet ở Qaraqalpaqstan sau đó đã bị mất kết nối, và tình trạng khẩn cấp đã được ban hành bởi Chính phủ Uzbekistan.
Đến ngày 4 tháng 7 năm 2022, chính trị gia đối lập Pulat Ahunov lưu ý rằng tình hình có vẻ đã ổn định sau tình trạng khẩn cấp và việc chính phủ Uzbekistan áp đặt lệnh giới nghiêm, nhưng đồng thời bày tỏ lo ngại rằng tình hình bất ổn có thể leo thang thành xung đột sắc tộc. giữa người Uzbek và người Qaraqalpaqstan.
Trong các ngày cuối tuần từ ngày 1 đến ngày 2 tháng 7 năm 2022, Tổng thống Mirziyoyev đã đến thăm Qaraqalpaqstan hai lần, và công khai tố cáo các nhân vật thân chính phủ Qaraqalpaqstan vì đã không nói trước với ông về việc công khai phản đối luật pháp. Sau cuộc họp ngày 4 tháng 7 với các đại biểu Qaraqalpaqstan, ông tuyên bố rằng những người đứng đầu trong cuộc biểu tình đã cố gắng chiếm quyền kiểm soát các tòa nhà chính quyền địa phương để lấy vũ khí, đồng thời nói rằng, "Lợi dụng ưu thế về quân số của họ, những người này đã tấn công pháp luật các nhân viên thực thi, đánh đập họ và gây thương tích nặng nề." Theo tổng thống Mirziyoyev, ông đã tổ chức một cuộc họp với Chủ tịch Hội đồng Châu Âu Charles Michelvà một cuộc điều tra về tình trạng bất ổn đã được thảo luận.

## Lệnh giới nghiêm
Tình trạng khẩn cấp được ban bố tại Qaraqalpaqstan từ 01:00 ngày 3 tháng 7 năm 2022 đến 00:00 ngày 2 tháng 8 năm 2022 (một tháng). Theo đó, thời gian lệnh giới nghiêm sẽ có hiệu lực trong một tháng từ 21 giờ tối đến 7 giờ sáng (ngày kế tiếp). Bộ Tư lệnh Qaraqalpaqstan được thành lập và  trao tất cả các quyền hạn theo luật "Tình trạng khẩn cấp". Chỉ huy Lực lượng Vệ binh Quốc gia Rustam Jorayev bổ nhiệm làm chỉ huy của Qaraqalpaqstan
Các biện pháp và hạn chế sau đã được công bố trong thời gian giới nghiêm:
- Tăng cường công tác bảo vệ trật tự công cộng, các đối tượng đặc biệt quan trọng, được phân loại và các đối tượng hạ tầng phục vụ sinh hoạt của dân cư.
- Quyền tự do đi lại ở Cộng hòa Qaraqalpaqstan bị hạn chế, kể cả đối với các phương tiện giao thông (trừ các phương tiện khẩn cấp thiết yếu).
- Giấy tờ tùy thân, tài sản cá nhân  phải được kiểm tra.
- Không được tổ chức các cuộc tụ tập đông người, vui chơi giải trí, thể thao và các sự kiện công cộng khác.
- Các cuộc đình công và bất kỳ hành động nào khác với mục đích đình chỉ hoặc chấm dứt hoạt động của các pháp nhân đều bị nghiêm cấm.
- Nghiêm cấm buôn bán vũ khí, đạn dược, chất nổ, công cụ đặc biệt và các chất độc hại. Ngoài ra, một quy trình kiểm tra nghiêm ngặt đặc biệt để lưu hành thuốc và chất gây nghiện, chất hướng thần, rượu etylic và các sản phẩm rượu sẽ được áp dụng.
- Vũ khí và đạn dược, các chất độc hại tạm thời bị tịch thu từ các cá nhân, quân dụng và thiết bị đào tạo, chất nổ và chất phóng xạ, cùng với vũ khí, đạn dược và các chất độc hại từ các pháp nhân.

Vào ngày 20 tháng 7 năm 2022, Tổng thống Uzbekistan Shavkat Mirziyoyev, đã ký sắc lệnh về việc hủy bỏ tình trạng khẩn cấp từ 05:00 ngày 21 tháng 7 năm 2022 theo yêu cầu của Kenges.